# Ernesta Legnani Bisi
Ernesta Legnani (Milano, 18 giugno 1788 – Milano, 13 novembre 1859) è stata una pittrice e incisora italiana.

## Biografia
Nata a Milano o a Losanna nel 1788, divenne allieva della Scuola d'incisione dell'Accademia di Brera, dove studiò sotto la direzione di Giuseppe Longhi. Brillante allieva, vinse nel 1810 il premio per il disegno della stessa Accademia.
Nel 1811 sposò il genovese Giuseppe Bisi, pittore e professore dell'Accademia, da cui ebbe nove figlie, tre delle quali pittrici: Antonietta (1813-1866), Raffaela e Fulvia (1818-1911). La figlia Cristina, invece, fu moglie del pittore Giuseppe Bertini.
Decisa sostenitrice dell'indipendenza italiana, fu amica di molte donne della Carboneria e della Società delle Giardiniere, e della pittrice Bianca Milesi Mojon, così che Carlo Porta la ricordò nei suoi scritti: «È in tra i donn la Milesi, la Legnana».
Nella sua attività artistica si dedicò soprattutto al ritratto. Nel campo dell'incisione su rame riprodusse cinque opere del Francia, di Marco d'Oggiono, del Cavedoni, di Palma il Giovane e di Paris Bordone per la Pinacoteca del Palazzo Reale di Milano, e i ritratti di Gaetana Agnesi, di Vittoria Colonna e di Giovanni Battista Monteggia per le Vite e ritratti di illustri italiani. Produsse anche ritratti all'acquarello.